# Rae Allen
Pour les articles homonymes, voir Allen.
Rae Allen, nom de scène de Raffaella Julia Theresa Abruzzo, née le 3 juillet 1926 à Brooklyn (New York, État de New York) et morte le 6 avril 2022 à Los Angeles (Californie), est une actrice américaine.

## Filmographie
- 1958 : Cette satanée Lola (Damn Yankees!) : Gloria Thorpe
- 1967 : Le Minus se rebiffe (The Tiger Makes Out)  : Beverly
- 1970 : Where's Poppa? : Gladys Hocheiser
- 1971 : Taking Off : Mrs. Divito
- 1973 : Keep an Eye on Denise (TV)
- 1973 : If I Had a Million (TV)
- 1988 : Moving : Dr Phyllis Ames
- 1990 : Far Out Man : Holly
- 1990 : Elle a dit non (She Said No) (TV) : la juge Gondon
- 1991 : Keeping Secrets (TV)
- 1991 : Face of a Stranger (TV) : Ruthie
- 1992 : Une équipe hors du commun (A League of Their Own) : Ma Keller
- 1993 : Calendar Girl : Mrs. Macdonald
- 1994 : Angie : tante Violetta
- 1994 : Menendez: A Killing in Beverly Hills (TV) : la juge
- 1994 : Stargate, la porte des étoiles (Stargate) : Barbara Shore, Ph.D.
- 2000 : The Fearing Mind (série TV) : Lucy Fearing
- 2002 : Borderline (en) : Dr Alma Burke
- 2002 : The 4th Tenor : l'Italienne
- 2005 : The Hard Easy : Freddie
- 2005 : Love for Rent : Gwen
- 2006 : Grey's Anatomy (série TV) : Ruth (saison 2, épisode 15)